# Jour du déménagement (New York)

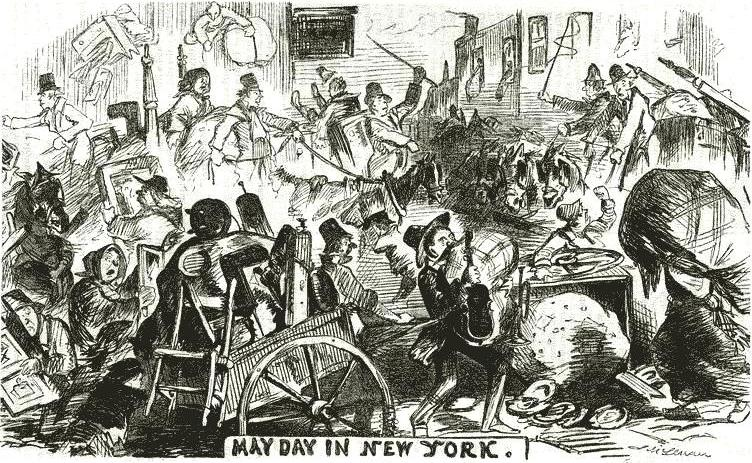
Le chaos du Moving Day à New York en 1856.

Le jour du déménagement (en anglais Moving Day) était une tradition à New York datant de l'époque coloniale et qui dura jusqu'à la Seconde Guerre mondiale. Le 1er février, parfois appelé « Rent Day » (« jour du loyer »), les propriétaires donnent un avis à leurs locataires sur quel serait le montant du loyer après la fin du trimestre[pas clair], ainsi les locataires pouvaient passer des journées de beau temps au début du printemps à la recherche de nouvelles maisons et de meilleures offres[non neutre], et, le 1er mai, tous les baux de la ville expiraient simultanément, à 9 heures, obligeant des milliers de gens à changer de résidence en même temps.
La légende locale veut que la tradition ait commencé parce que le 1er mai était le jour où les premiers colons hollandais partirent pour Manhattan mais The Encyclopedia of New York City relie plutôt la célébration au Jour de mai. La tradition prit force de loi par un acte législatif de l'État de New York arrêtant que, si aucune autre date n'avait été spécifiée, tous les contrats de logement prenaient fin le 1er mai – sauf lorsque ce jour tombait un dimanche, auquel cas la date limite était le 2 mai.

Le jour du déménagement, scène favorite des caricaturistes au fil du temps
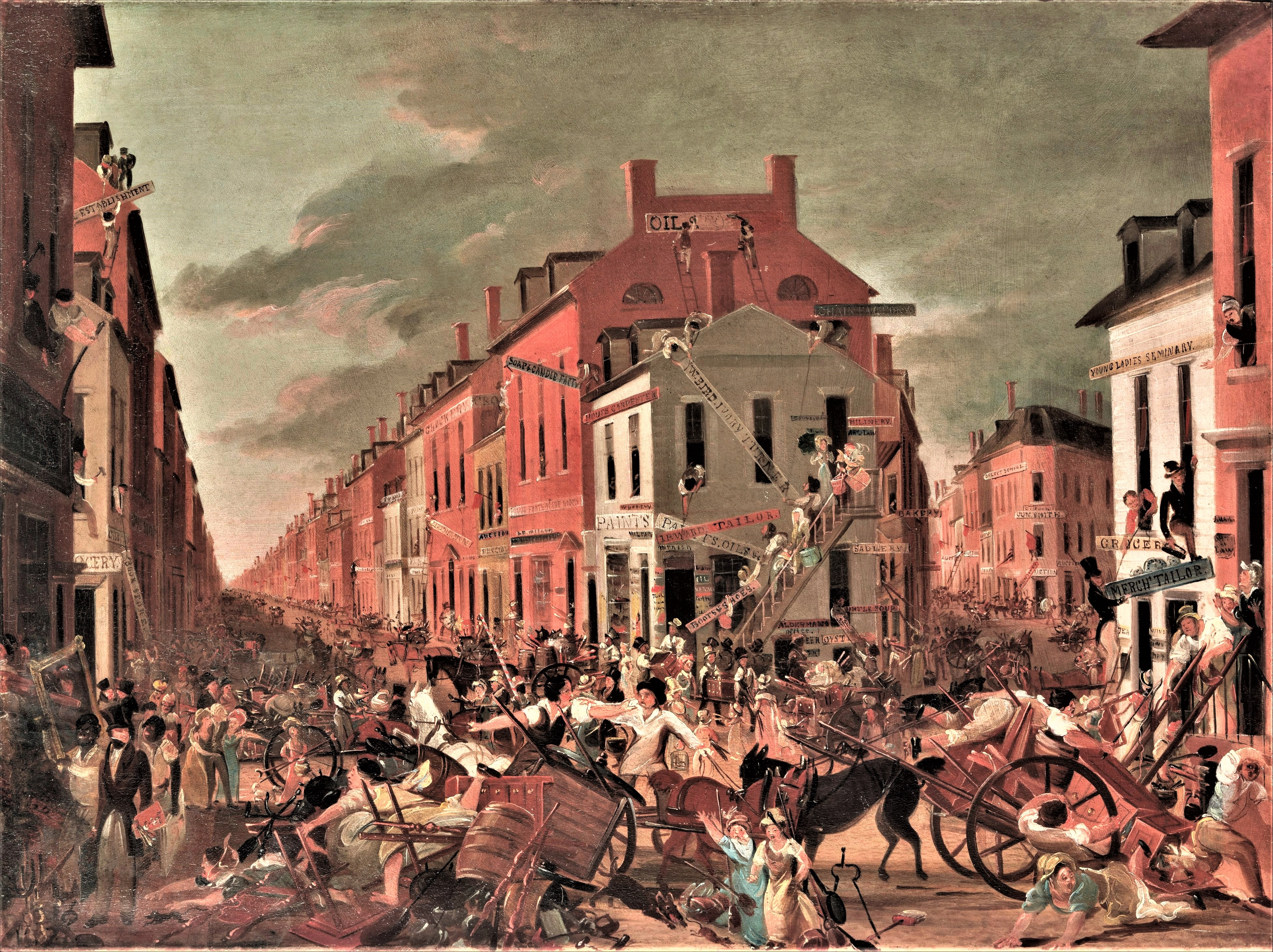
peinture satirique, vers 1827
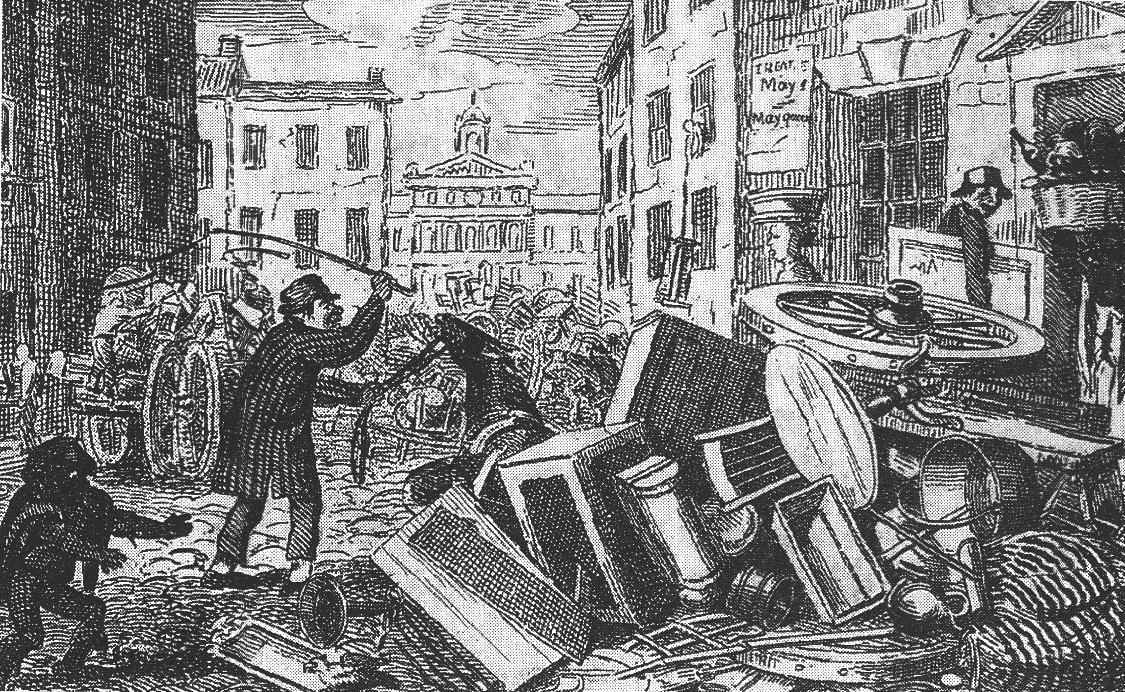
caricature, 1831
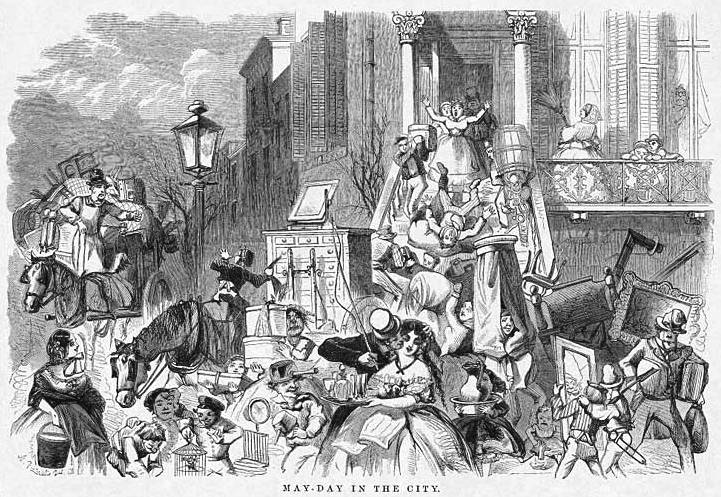
caricature, 1859
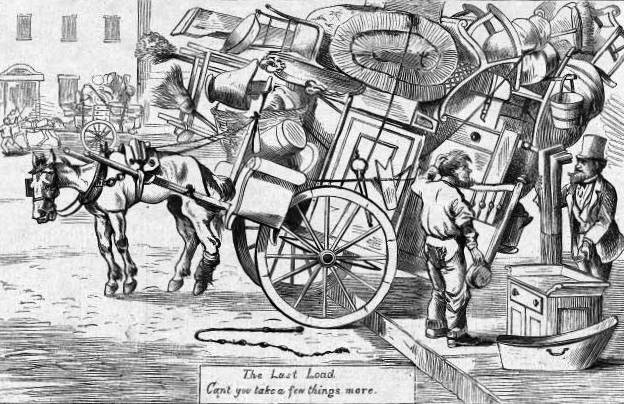
caricature, 1869